# Subsecretario del Tesoro de los Estados Unidos
El Subsecretario del Tesoro de los Estados Unidos (en inglés, United States Assistant Secretary of the Treasury) es un alto funcionario del Departamento del Tesoro de los Estados Unidos y depende directamente del Secretario del Tesoro de los Estados Unidos. De acuerdo con la ley estadounidense, existen ocho Subsecretarios del Tesoro designados por el Presidente de los Estados Unidos con el consejo y consentimiento del Senado de los Estados Unidos. Existen dos Subsecretarios más (Asuntos Públicos y Gestión), designados por el presidente, que no requieren confirmación del Senado. Además, hay dos Subsecretarios adjuntos del Tesoro (Asuntos Legislativos y Desarrollo y Finanzas Internacionales) que también pueden ser, y por lo general son, designados Subsecretarios por el presidente. Por otro lado, la Ley de Estabilización Económica de Urgencia de 2008 especificó que un Subsecretario asumiera un rol específico: Subsecretario del Tesoro para la Estabilidad Financiera. Este cargo fue abolido en junio de 2014 con la renuncia de Timothy Massad. De acuerdo con la ley, el Secretario Fiscal Adjunto es designado por el Secretario del Tesoro de los Estados Unidos.

## Subsecretarios actuales
Los cargos de Subsecretario del Tesoro actuales son:
- Dependen del Secretario del Tesoro de los Estados Unidos y Vicesecretario del Tesoro de los Estados Unidos:
  - Assistant Secretary of the Treasury for Economic Policy
  - Assistant Secretary/Deputy Under Secretary of the Treasury for Legislative Affairs
  - Assistant Secretary of the Treasury for Management & Chief Financial Officer
  - Assistant Secretary of the Treasury for Public Affairs
  - Assistant Secretary of the Treasury for Tax Policy
- Dependen del Subsecretario del Tesoro para Finanzas Internas (Under Secretary of the Treasury for Domestic Finance):
  - Assistant Secretary of the Treasury for Financial Institutions
  - Subsecretario del Tesoro para Mercados Financieros (Assistant Secretary of the Treasury for Financial Markets)
  - Fiscal Assistant Secretary of the Treasury
- Dependen del Subsecretario del Tesoro para Finanzas Internacionales (Under Secretary of the Treasury for International Affairs):
  - Assistant Secretary/Deputy Under Secretary of the Treasury for International Finance and Development
  - Assistant Secretary of the Treasury for International Markets
  - Assistant Secretary of the Treasury for Investment Security
- Dependen del Subsecretario del Tesoro para Terrorismo e Inteligencia (Under Secretary of the Treasury for Terrorism and Financial Intelligence)
  - Assistant Secretary of the Treasury for Intelligence and Analysis
  - Assistant Secretary of the Treasury for Terrorist Financing

## Otros cargos desaparecidos
- Assistant Secretary of the Treasury for Financial Stability